# Tsovinar (vattendrag)
Tsovinar (armeniska: Ծովինար) är ett vattendrag i Armenien. Det ligger i provinsen Gegharkunik, i den centrala delen av landet, 80 kilometer öster om huvudstaden Jerevan.
Runt Tsovinar är det ganska tätbefolkat, med 72 invånare per kvadratkilometer.